# Steve Anderhub
Steve Anderhub (n. 12 iulie 1970, Luzern, cantonul Lucerna, Elveția) este un bober ce a reprezentat Elveția, medaliat olimpic. A participat la două ediții ale Jocurilor Olimpice (1998, 2002) în care a câștigat o medalie de argint.